# C'est la vie (Gilli)
C'est la vie è un singolo del rapper danese Gilli, pubblicato il 4 agosto 2015.
Il brano vede la partecipazione del gruppo musicale danese MellemFingaMuzik.

## Tracce
Testi e musiche di Kian Rosenberg Larsson e Kewan Pádre.
1. C'est la vie (feat. MellemFingaMuzik) – 2:46

## Classifiche

### Classifiche settimanali
| Classifica (2015) | Posizione massima |
| ----------------- | ----------------- |
| Danimarca         | 1                 |

### Classifiche di fine anno
| Classifica (2015) | Posizione |
| ----------------- | --------- |
| Danimarca         | 16        |
| Classifica (2016) | Posizione |
| Danimarca         | 71        |